# (5414) Sokolov
(5414) Sokolov est un astéroïde de la ceinture principale.

## Description
(5414) Sokolov est un astéroïde de la ceinture principale. Il fut découvert le 11 septembre 1977 à Naoutchnyï par Nikolaï Tchernykh. Il présente une orbite caractérisée par un demi-grand axe de 2,89 UA, une excentricité de 0,09 et une inclinaison de 2,1° par rapport à l'écliptique.

## Compléments